# Allograpta exotica
Allograpta exotica är en tvåvingeart som först beskrevs av Christian Rudolph Wilhelm Wiedemann 1830.  Allograpta exotica ingår i släktet Allograpta och familjen blomflugor. Inga underarter finns listade i Catalogue of Life.

## Bildgalleri

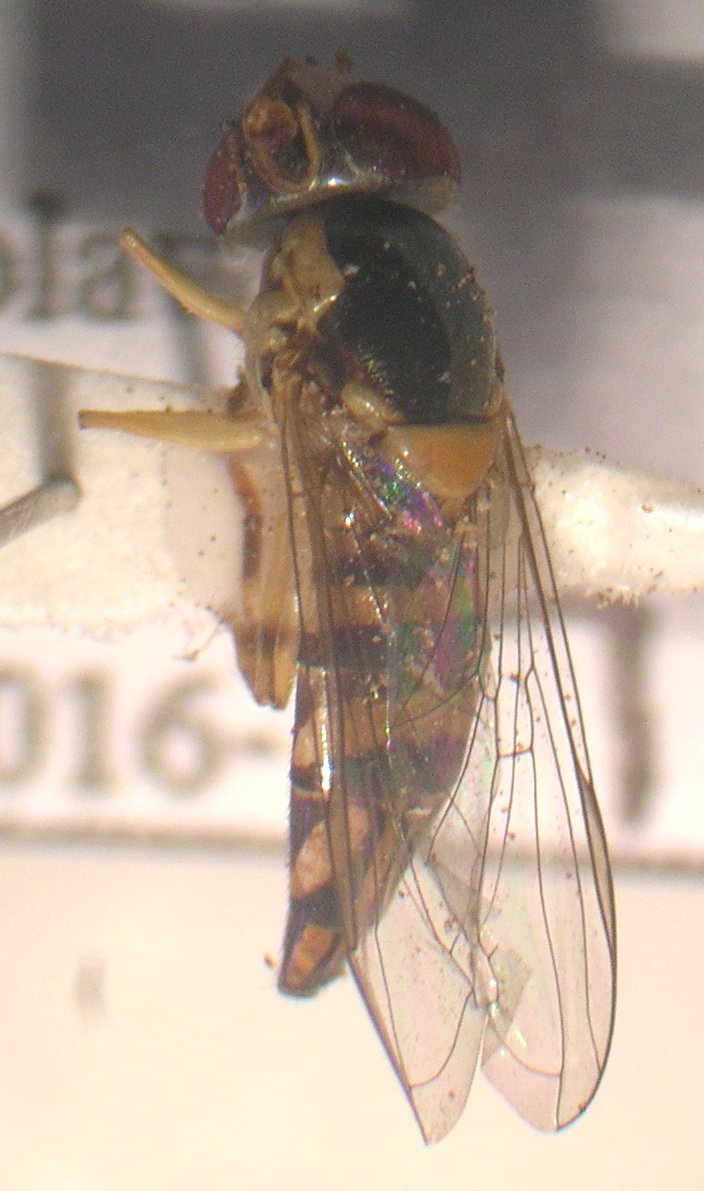
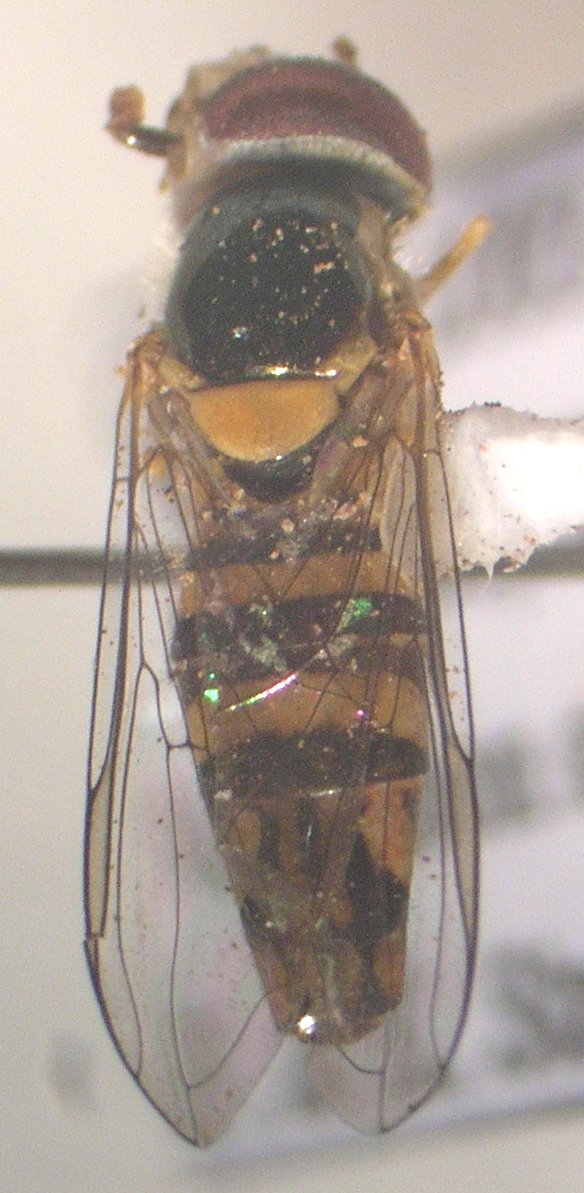